# Attentato all'ambasciata del Regno Unito in Italia del 1946
L'attentato all'ambasciata del Regno Unito in Italia avvenne nei pressi di Porta Pia a Roma il 31 ottobre 1946 e fu rivendicato dall'organizzazione paramilitare sionista Irgun Zvai Leumi. L'esplosione di due bombe temporizzate, inserite in valigie e lasciate all'ingresso dell'ambasciata, ferì due persone e danneggiò irreparabilmente l'edificio. L'Irgun colpì l'ambasciata perché la riteneva un ostacolo all'immigrazione illegale di ebrei nella Palestina mandataria. Uno degli obiettivi previsti dall'Irgun, l'ambasciatore Noel Charles, era in licenza durante l'attacco.
Fu subito stabilito che i militanti stranieri dell'Irgun erano dietro l'attacco e, sotto la pressione del Regno Unito, la Polizia di Stato, i Carabinieri e le Forze di Polizia Alleate perquisirono e radunarono numerosi membri dell'organizzazione Betar, che aveva reclutato militanti tra i profughi sfollati. A conferma dei timori per l'espansione del terrorismo ebraico oltre la Palestina mandataria, quello all'ambasciata fu il primo attacco contro personale britannico da parte dell'Irgun sul suolo europeo.
I governi britannico e italiano avviarono un'indagine approfondita e conclusero che l'attacco era stato organizzato dagli agenti dell'Irgun della Palestina mandataria. L'attentato fu condannato dai leader delle agenzie ebraiche che sovrintendevano ai loro rifugiati. L'Italia promulgò successivamente una rigida riforma sull'immigrazione, mentre nel Regno Unito aumentò il sentimento antisemita. Durante i primi anni cinquanta, Israele fece pressione sui Britannici per spingere il governo italiano a non perseguire i militanti. Nel 1952 otto sospetti, tra cui il capobanda Moishe Deitel, furono processati in contumacia e ricevettero condanne lievi che andavano da 8 a 16 mesi.

## Contesto

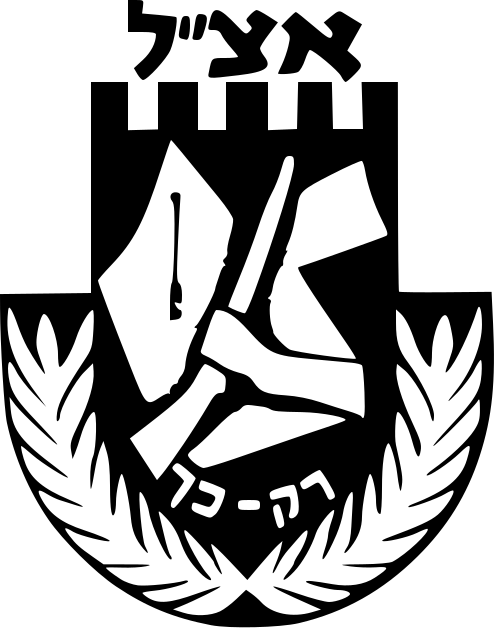
Simbolo dell'Irgun.

Il governo britannico cercò di anticipare la minaccia del terrorismo ebraico emanato al di fuori della Palestina mandataria all'indomani della seconda guerra mondiale.
L'Irgun era stato fondato prima dell'Olocausto per il malcontento con la politica dell'Haganah della havlagah, od autocontrollo. Nel 1936 divenne l'ala armata del sionismo revisionista, con lo scoppio della Grande rivolta araba in Palestina contro la politica britannica sull'immigrazione ebraica. Secondo l'Irgun, il terrorismo era una tattica vincente poiché aveva consentito agli Arabi di far modificare la politica del Regno Unito sulla migrazione ebraica in Palestina. Il conseguente libro bianco del 1939 ridusse ulteriormente l'immigrazione ebraica imponendo delle quote ed innescò una breve risposta militare da parte dell'Irgun e della sua successiva derivazione Lehi, concludendo che solo le campagne di violenza politica contro il personale e le installazioni britanniche potevano smuovere i Britannici. L'Irgun sospese le proprie operazioni quando scoppiò la seconda guerra mondiale alcuni mesi dopo. Le notizie sull'Olocausto provenienti dall'Europa occupata spinsero l'organizzazione ad intraprendere un'insurrezione nel 1944 sotto la guida di Menachem Begin. L'Irgun svolse anche un ruolo chiave nell'organizzazione dell'Aliyah Bet per consentire l'immigrazione ebraica clandestina in Palestina, e si ritiene che abbia individuato l'Ambasciata britannica a Roma convinta che fosse un centro di "intrighi antiebraici" per frenare l'immigrazione ebraica illegale in Palestina.
Prima di ritirarsi da direttore generale dell'MI5 in tempo di guerra nel maggio 1946, David Petrie offrì una propria valutazione della minaccia del terrorismo ebraico in Europa e diede un avvertimento: "la luce rossa è decisamente accesa". L'allerta è stata confermata dal suo successore Sir Percy Sillitoe in agosto e settembre, quando affermò che l'Irgun ed il Lehi stessero probabilmente creando piani per assassinare importanti figure britanniche al di fuori del Medio Oriente. L'MI5 considerava la Palestina mandataria una priorità all'interno dell'Impero britannico ed aveva i Defence Security Officers (DSO) di stanza all'interno del mandato, che lavoravano con i Criminal Investigation Departments locali (CID), ed il Secret Intelligence Service (SIS), per raccogliere informazioni sulle minacce terroristiche ebraiche alla Gran Bretagna. Le loro fonti avvertirono che l'Irgun ed il Lehi stavano prendendo di mira il personale britannico al di fuori della Palestina mandataria. L'MI5 fu costretto a prendere sul serio queste minacce: il 22 luglio 1946, l'Irgun compì l'attentato al King David Hotel di Gerusalemme dove vi erano gli uffici del governo britannico, uccidendo 91 persone.
In Palestina era in corso una guerriglia a bassa intensità, con sabotaggi delle linee di comunicazione ed attacchi a soldati britannici e poliziotti che provocarono 99 morti tra il 1º ottobre ed il 18 novembre 1946. Mentre l'Haganah decise di sospendere il suo ruolo nelle operazioni di sabotaggio, l'Irgun ed il Lehi estesero le loro operazioni in Europa per colpire i rappresentanti diplomatici britannici.

## Attentato

### Organizzazione
Solo nel novembre 1945 si calcolava che circa 15 000 profughi ebrei fossero riusciti ad entrare in Italia nei sei mesi precedenti alla fine delle ostilità: la posizione geografica del Paese era favorevole al traffico di profughi verso la Palestina. Nel settembre 1945, già impegnato da diversi anni in una rivolta contro le autorità mandatarie britanniche e l'esercito in Palestina, l'alto comando dell'Irgun inviò una missione in Europa il cui scopo era quello di organizzare il flusso di sfollati ebrei sopravvissuti all'Olocausto verso la Palestina, reclutare soldati, impegnarsi in sabotaggi contro il Regno Unito e coordinare le attività tra le organizzazioni sioniste solidali con la causa.
Eli Tavin, soprannominato Pesach, fu nominato capo delle operazioni nella diaspora ed allestì la prima base logistica del gruppo in Italia. Tavin trovò un forte sostegno tra i gruppi italiani della resistenza antifascista e, reclutando molti membri dell'organizzazione Betar tra i rifugiati molti dei quali residenti nei campi gestiti dall'UNRRA ed ansiosi di partecipare, istituirono cellule in tutto il Paese, mentre venivano create due scuole per addestrare i commando per le operazioni a Tricase (LE) e Ladispoli (RM). Già nel marzo 1946, diversi rifugiati, tra cui Dov Gurwitz (romeno), Aba Churman (polacco), Natan Rzepkowicz (polacco), Tiburzio Deitel (italiano), Chono Steingarten (polacco) e Girsh Guta (polacco), avevano stabilito un ufficio di corrispondenza ebraica in via Sicilia 135, vicino agli uffici dei servizi segreti alleati, e questo fu scelto per diventare l'ufficio centrale per le operazioni dell'Irgun in Italia.
L'ambasciata britannica in Italia era considerata dall'Irgun un centro di operazioni che ostacolavano la migrazione ebraica in Palestina, e quindi fu scelta come obiettivo. La pianificazione dell'operazione fu completata all'inizio di ottobre. Prima della guerra, il movimento Betar di Vladimir Žabotinskij aveva ottenuto da Benito Mussolini il permesso di addestrare militanti presso un Collegio navale stabilito a Civitavecchia (RM) sotto gli auspici delle autorità fasciste italiane. Secondo lo storico del fascismo Giuseppe Parlato, nel dopoguerra l'Irgun aveva acquistato dai Fasci di Azione Rivoluzionaria (FAR) gli esplosivi utilizzati per l'attentato tramite gli uffici del suo co-fondatore Pino Romualdi, un fascista che aveva allestito un deposito segreto di munizioni dell'esercito ed esplosivi dopo la fine della guerra. Furio Biagini afferma che il materiale è stato prelevato da depositi situati in un centro amministrato dall'UNRRA.

### Attacco
La notte del 31 ottobre 1946, gli agenti dell'Irgun si divisero in due squadre: una imbrattò una grande svastica sulla parete anteriore dell'ambasciata e l'altra piazzò due esplosivi temporizzati, per un totale di 40 kg di TNT, sui gradini dell'ingresso principale dell'ambasciata in via XX Settembre. Un autista che lavorava per l'ambasciata notò le valigie ed entrò nel retro dell'edificio per denunciare la loro presenza. Pochi istanti dopo, alle 02:43, le bombe furono fatte esplodere. Il boato dell'esplosione echeggiò in tutta la città e fu sufficientemente potente da frantumare tutte le finestre delle case e degli appartamenti nel raggio di un chilometro. La sezione residenziale dell'ambasciata è stata distrutta dall'esplosione che creò un buco nell'ingresso. Noel Charles, l'ambasciatore britannico e principale obiettivo dell'attacco, era via in licenza anche se i suoi alloggi furono gravemente danneggiati. Nessun membro del personale britannico è stato ferito ma due italiani, un soldato di passaggio ed un portiere dell'ambasciata, subirono gravi ferite e rimasero in condizioni critiche.

## Conseguenze

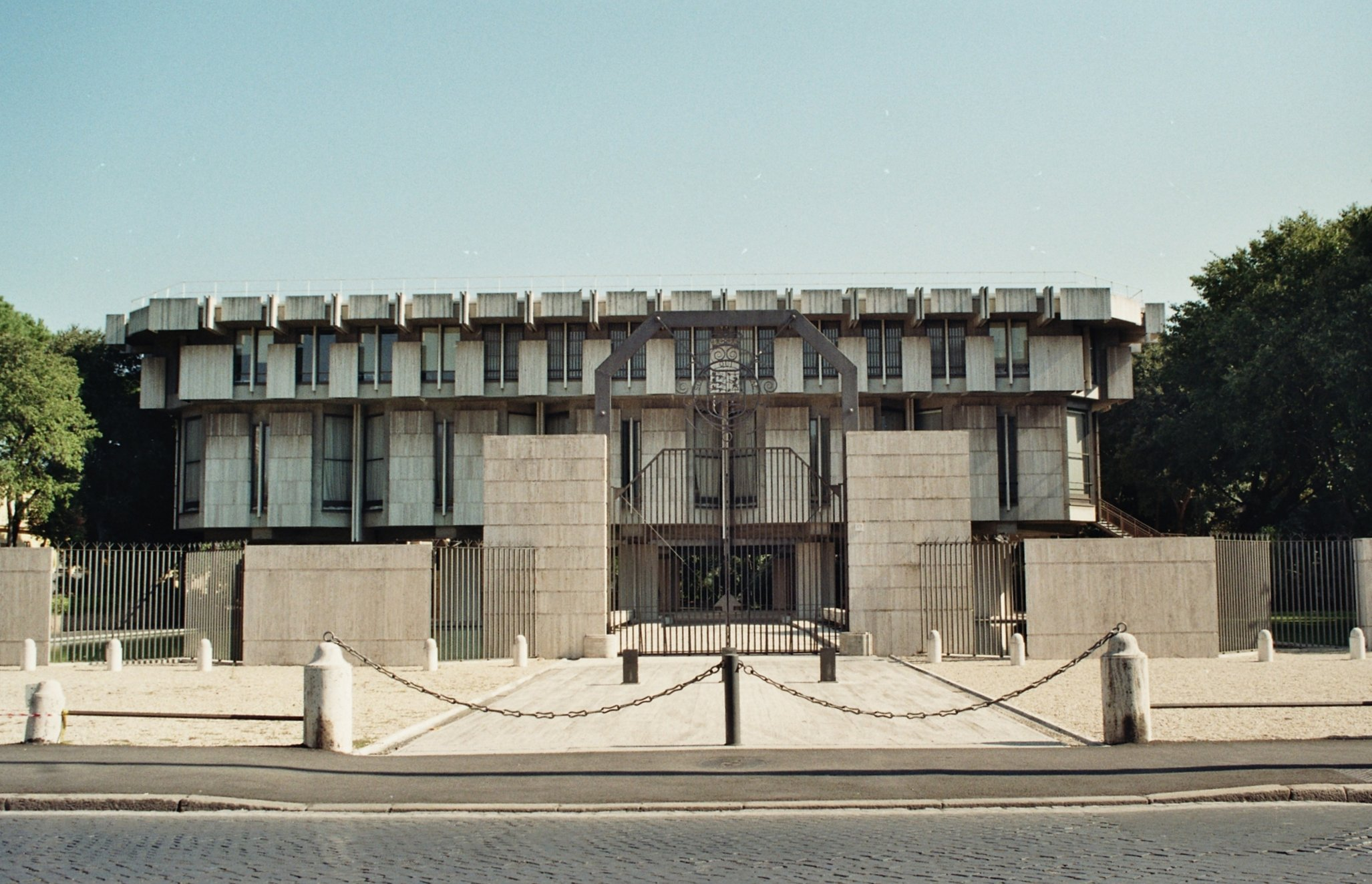
La nuova sede dell'Ambasciata britannica a Roma.

L'attentato fu il primo attacco dell'Irgun in Europa contro il personale britannico, provocando sia una battuta d'arresto per l'immigrazione ebraica illegale in Palestina sia un grave danno per le pubbliche relazioni del sionismo.
Il capo della polizia italiana dichiarò il giorno seguente che nessun cittadino italiano era stato coinvolto, che l'incidente portava i segni distintivi di operazioni simili contro i Britannici in Palestina e che i responsabili erano Ebrei dalla Palestina, respingendo le voci secondo cui i fascisti italiani sarebbero stati i responsabili. La Polizia di Stato avviò un'indagine con l'assistenza britannica e statunitense. Il 4 novembre 1946 l'Irgun imbrattò le strade di molte città italiane con avvisi che rivendicavano l'attentato e rilasciò ad un giornalista americano una rivendicazione ufficiale che venne riportata su The Times il 6 novembre. L'Irgun minacciò anche attacchi più coordinati contro il Regno Unito. e giustificò le proprie azioni accusando la Gran Bretagna di essere impegnata in una "guerra di sterminio" contro gli Ebrei in tutto il mondo. Ben presto tre rifugiati furono rapidamente arrestati perché sospettati ed altri due furono detenuti il 4 novembre. In seguito fu scoperta la scuola di sabotaggio dell'Irgun Zvai Leumi a Roma, dove furono trovate pistole, munizioni, bombe a mano e materiale per l'addestramento.
Altri quattro sospettati furono arrestati a Genova ed Eli Tavin venne arrestato a dicembre. Tra gli arrestati vi erano Dow Gurwitz, Tiburzio Deitel, Michael Braun e David Viten. Molti di loro erano membri del Betar. Le autorità inglesi chiesero che gli arrestati fossero consegnati a loro per il trasferimento nei campi di prigionia britannici in Eritrea. Uno degli arrestati, Israel Zeev Epstein, un amico d'infanzia del leader dell'Irgun Menachem Begin, tentò di fuggire dalla sua prigionia il 27 dicembre 1946. Aveva ricevuto assistenza dalla sionista Lega americana per una Palestina libera, che fornì coperte, cibo e denaro ma negò di avergli inviato la corda con cui era scappato. Fu colpito allo stomaco dopo che un ufficiale italiano sul posto sparò un colpo di avvertimento e gli intimò di fermarsi. Morì per le ferite in quello stesso giorno. Alla fine, dopo le pressioni del Comando Alleato, i sospetti furono rilasciati.
L'avvocato penalista e politico italiano Giovanni Persico, amico di Žabotinskij, assunse la difesa dei sospetti. A novembre, i media britannici iniziarono a diffondere l'idea che il terrorismo ebraico fosse una minaccia per la stessa Gran Bretagna, creando resoconti spesso infondati di altri presunti complotti ed attività terroristiche. Tuttavia, sia la Lega americana per la Palestina libera per conto dell'Irgun e sia lo stesso Irgun fecero concrete minacce. Di conseguenza, i sentimenti antisemiti aumentarono nel Regno Unito. Sebbene la leadership ebraica dei campi dei rifugiati abbia condannato i bombardamenti, l'attacco ebbe un effetto negativo sui rifugiati in Italia. Su pressioni del Regno Unito, il governo italiano promulgò diversi atti legislativi per riformare la politica sull'immigrazione: Il governo fissò una scadenza per il registro per il 31 marzo 1947 ed impose severi requisiti per il rilascio del visto d'ingresso.
Le basi operative dell'Irgun in Italia furono chiuse e spostate in altre capitali europee dove i militanti continuarono a colpire obiettivi britannici. Il Lehi intraprese operazioni simili contro il Colonial Office di Londra, portando il Metropolitan Police Service a collegarlo con l'attentato all'ambasciata, e rinunciò solo ad un piano per liberare un ceppo batteri del colera nel sistema di approvvigionamento idrico sotterraneo di Londra alla notizia che il governo britannico aveva annunciato l'intenzione di lasciare la Palestina.
Cinque anni dopo l'attentato all'ambasciata, lo Stato di Israele esortò il Regno Unito a fare pressioni sull'Italia per non perseguire gli otto sospettati autori dei bombardamenti che risiedevano in Israele. Cinque di loro erano stati arrestati a Roma ma riuscirono a scappare, mentre altri tre non furono mai arrestati. Il 17 aprile 1952, il governo italiano fece processare Moshe Deitel in contumacia per il suo ruolo guida nei bombardamenti ed il tribunale lo giudicò colpevole, condannandolo a 16 mesi di reclusione. Anche gli altri sette sospettati furono condannati a 8 mesi per aver preso parte all'attentato. Le condanne, però, furono immediatamente annullate dalle amnistie.